# Grün-Weiß Bielefeld
Grün-Weiß Bielefeld (offiziell: Sportverein Grün-Weiß von 1926 Bielefeld e.V.) war ein Sportverein aus Bielefeld. Die erste Handballmannschaft spielte von 1935 bis 1937 sowie von 1939 bis 1941 in der seinerzeit erstklassigen Gauliga Westfalen.

## Geschichte

### Strukturelle Entwicklung
Der Verein wurde am 21. Mai 1926 gegründet und bezog am 8. August 1930 seinen in Eigenarbeit hergerichteten Sportplatz an der Schwarzkopfstraße, wo heute ein Werk des Haushaltsgeräteherstellers Miele steht. Im Jahre 1933 traten die Mitglieder des durch die Nationalsozialisten verbotenen Arbeiterturnvereins Frisch Auf Sudbrack den Grün-Weißen bei. Frisch Auf Sudbrack wurde am 23. Oktober 1904 gegründet und war auch unter dem Namen Schwarz-Gelb Sudbrack bekannt. Ehemalige Mitglieder von Frisch Auf Sudbrack gründeten nach dem Ende des Zweiten Weltkriegs den TuS 04 Sudbrack als Nachfolgeverein. Grün-Weiß Bielefeld fusionierte schließlich am 21. Juni 1972 mit dem TuS 04 Sudbrack zum SC Bielefeld 04/26.

### Handball
| 1935/36 | 08. | 83:143 | 09:23 |
| 1936/37 | 10. | 69:145 | 02:34 |
| 1939/40 | 05. | 38:063 | 02:14 |
| 1940/41 | 06. | 71:106 | 09:15 |

Durch den Beitritt von Frisch Auf Sudbrack, wo die Handballabteilung im Jahre 1923 gegründet wurde, erhielten die Grün-Weißen eine spielstarke Handballmannschaft. Diese schaffte im Jahre 1935 gemeinsam mit dem TV Eintracht Dortmund den Aufstieg in die seinerzeit erstklassige Gauliga Westfalen. Nachdem die Mannschaft in der Saison 1935/36 nur knapp den Klassenerhalt sicherstellen konnte, mussten die Grün-Weißen mit 2:34 Punkten als abgeschlagener Tabellenletzter der in der Saison 1936/37 wieder absteigen.
Zur Saison 1939/40 kehrten die Grün-Weißen in die Gauliga zurück, erreichten aber nur den letzten Platz in der Westgruppe. In der folgenden Saison 1940/41 stieg die Mannschaft erneut ab. Nach Kriegsende konnten die Grün-Weißen nicht mehr an ihre Erfolge im Handball anknüpfen und gerieten in den sportlichen Schatten des späteren Fusionspartners TuS 04 Sudbrack.

### Fußball
Die Fußballer von Grün-Weiß spielten vor dem Zweiten Weltkrieg von 1938 an in der Gruppe Minden der seinerzeit zweitklassigen Bezirksklasse Westfalen. Wie lange sich die Mannschaft dort hielt, ist aufgrund fehlender Tabellen unbekannt. Nach Kriegsende agierte die Mannschaft zunächst mit unterschiedlichem Erfolg in der Bezirksklasse Bielefeld. In der Saison 1946/47 wurden die Grün-Weißen Tabellenvierter und beendeten die Saison einen Platz vor Arminia Bielefeld. Ein Jahr später erreichte die Mannschaft die Aufstiegsrunde zur Landesliga, die damals die höchste Amateurliga Westfalens war. Im abschließenden Spiel bei Sparta Nordhorn sollte die Entscheidung um den Aufstieg fallen. Hier setzten sich die Nordhorner mit 7:2 durch. In den Jahren 1953 und 1954 sicherte sich die Mannschaft jeweils die Vizemeisterschaft in der Bezirksklasse hinter der TSG Rheda bzw. der SpVgg Fichte Bielefeld.
1956 kam der Aufstieg in die Landesliga erneut in Reichweite. Durch die Einführung der Verbandsliga Westfalen stiegen in dieser Saison auch die Vizemeister der Bezirksklassen in die Landesliga auf. Doch am Saisonende wurden die Grün-Weißen Vierter mit drei Punkten Rückstand auf den Vizemeister SuS Herford. Danach fielen die Grün-Weißen ins Mittelmaß zurück und mussten nach der Saison 1964/65 den Gang in die Kreisklasse antreten. Zwar schafften die Grün-Weißen den direkten Wiederaufstieg, mussten aber bereits nach der Saison 1967/68 erneut in die Kreisklasse zurück. Dort wurde die Mannschaft noch zweimal Vizemeister, 1970 hinter dem BV Werther und ein Jahr später hinter dem  VfR Wellensiek.
Die Grün-Weißen nahmen einmal am Westdeutschen Pokal teil. In der Saison 1956/57 unterlag die Mannschaft in der ersten Runde dem VfB 03 Bielefeld mit 0:3. Der ehemalige Gauligaspieler von Arminia Bielefeld Werner Hellweg spielte bei den Grün-Weißen.

## Nachfolgeverein SC Bielefeld 04/26

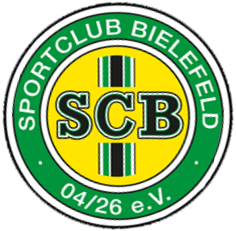
Logo des SC Bielefeld 04/26

### Handball

#### Geschichte
Die Handballer des SC Bielefeld 04/26 spielten zunächst in unteren Spielklasse, ehe im Jahre 1984 der Aufstieg in die seinerzeit viertklassige Oberliga Westfalen gelang. Nach einem dritten Platz in der Saison 1985/86 mussten die SCB-Handballer 1988 wieder in die Verbandsliga absteigen. Drei Jahre später gelang der Wiederaufstieg, bevor 1994 mit laut der Presse mit „prominenten Verstärkungen“ der Sprung in die seinerzeit drittklassige Regionalliga West gelang. In den ersten beiden Spielzeiten 1994/95 und 1995/96 wurde die Play-off-Runde als Fünfter jeweils knapp verpasst. Gleichzeitig gab es immer wieder Gerüchte, dass der Verein sich das kostspielige Abenteuer Regionalliga auf die Dauer nicht leisten könnte. Daraufhin nahmen die Verantwortlichen des SC Bielefeld Kontakt zur Handballabteilung des Oberligisten TuS Jöllenbeck auf. Schließlich stimmten die SCB-Mitglieder auf ihrer Versammlung am 24. Januar 1997 mit 65 Ja-Stimmen bei sechs Enthaltungen der Spielgemeinschaft zu.
In der laufenden Regionalliga-Saison 1996/97 standen die SCB-Handballer lange im Mittelfeld der Tabelle, ehe die Mannschaft bis März nur noch 4:10 Punkten holten und in Abstiegsgefahr gerieten. Am 2. März 1997 musste Trainer Hennes Hansmeier gehen und wurde durch Martin Räber ersetzt, der kurioserweise weiterhin den TuS Jöllenbeck trainierte. Am letzten Spieltag war der SC Bielefeld nach einer 25:26-Niederlage gegen den TV Mönchengladbach abgestiegen. Kurz darauf erklärte der Regionalligist Pulheimer SC seinen Rückzug. Der freie Platz ging an den TuS Jöllenbeck, der in der Oberliga Westfalen den dritten Platz belegte. In der folgenden Saison 1997/98 erreichte der TuS 97 Bielefeld-Jöllenbeck das Endspiel um den Aufstieg in die 2. Bundesliga, verlor jedoch sowohl das Hin- als auch das Rückspiel gegen die HSG Mülheim-Kärlich/Bassenheim mit jeweils einem Tor Unterschied. Zwischen 2002 und 2004 bildete der TuS 97 Bielefeld-Jöllenbeck gemeinsam mit der TSG Bielefeld die Spielgemeinschaft HSG 02 Bielefeld, die anschließend wieder zerbrach.
Zum 30. Juni 2020 verließ der SC Bielefeld 04/26 den TuS 97 Bielefeld-Jöllenbeck wieder, nachdem nur noch acht Mitglieder des SCB 04/26 aktiv im TuS 97 Handball spielten. Der Verein bietet seitdem eine Handballschule für Kids an.

#### Persönlichkeiten
- Kai Brink, wurde Zweitligaspieler
- Ralf Bruelheide, war Bundesligaspieler
- Helmut Bußmeyer, war Bundesligaspieler
- Jörg Harke, war Bundesligaspieler
- Hartmut Kania, war zuvor Nationalspieler
- Martin Räber, war Bundesligaspieler

#### Saisonbilanzen
Die Daten beziehen sich auf den SC Bielefeld 04/26. Grün unterlegte Platzierungen kennzeichnen einen Aufstieg während rot unterlegte Platzierungen auf Abstiege hinweisen.
| Saisonbilanzen 1984 bis 1991 | Saisonbilanzen 1984 bis 1991  | Saisonbilanzen 1984 bis 1991 | Saisonbilanzen 1984 bis 1991 | Saisonbilanzen 1984 bis 1991 | Saisonbilanzen 1984 bis 1991 |
| Saison                       | Liga                          | Level                        | Platz                        | Tore                         | Punkte                       |
| ---------------------------- | ----------------------------- | ---------------------------- | ---------------------------- | ---------------------------- | ---------------------------- |
| 1984/85                      | Oberliga Westfalen            | IV                           | 06.                          | :                            | 23:25                        |
| 1985/86                      | Oberliga Westfalen            | IV                           | 03.                          | 574:511                      | 38:14                        |
| 1986/87                      | Oberliga Westfalen            | IV                           | 09.                          | 536:539                      | 22:32                        |
| 1987/88                      | Oberliga Westfalen            | IV                           | 12.                          | 474:506                      | 16:32                        |
| 1988–91                      | Verbandsliga Westfalen, Gr. 1 | V                            | .                            | :                            | :                            |
| 1991/92                      | Oberliga Westfalen            | IV                           | 06.                          | 546:552                      | 27:25                        |

| Saisonbilanzen 1991 bis 1997 | Saisonbilanzen 1991 bis 1997 | Saisonbilanzen 1991 bis 1997 | Saisonbilanzen 1991 bis 1997 | Saisonbilanzen 1991 bis 1997 | Saisonbilanzen 1991 bis 1997 |
| Saison                       | Liga                         | Level                        | Platz                        | Tore                         | Punkte                       |
| ---------------------------- | ---------------------------- | ---------------------------- | ---------------------------- | ---------------------------- | ---------------------------- |
| 1992/93                      | Oberliga Westfalen           | IV                           | 07.                          | 581:563                      | 29:23                        |
| 1993/94                      | Oberliga Westfalen           | IV                           | 01.                          | 611:539                      | 37:15                        |
| 1994/95                      | Regionalliga West, Gr. Nord  | III                          | 05.                          | 502:466                      | 26:18                        |
| 1995/96                      | Regionalliga West, Gr. Nord  | III                          | 05.                          | 526:516                      | 24:20                        |
| 1996/97                      | Regionalliga West, Gr. Nord  | III                          | 11.                          | 520:541                      | 18:26                        |

### Fußball

#### TuS 04 Sudbrack
Die Fußballer des Fusionspartners TuS 04 Sudbrack hatten ihre erfolgreichste Zeit in den späten 1950er und den frühen 1960er Jahren. Die Sudbracker stiegen im Jahre 1957 in die Bezirksklasse auf. Zwei Jahre später stieg die Mannschaft in die Landesliga auf. Größter Erfolg war Platz vier in der Saison 1959/60. Zu dieser Zeit spielte der spätere Intendant des Westdeutschen Rundfunks Fritz Pleitgen für den TuS 04 Sudbrack. In den folgenden Jahren kämpften die Sudbracker gegen den Abstieg, der dann im Jahre 1964 folgte. Im Jahre 1970 ging es für die Mannschaft hinunter in die 1. Kreisklasse Bielefeld. Mit Herbert Bittner brachte der TuS 04 Sudbrack einen späteren Bundesligaspieler und mit Horst Staude einen späteren Regionalligaspieler hervor. Umgekehrt wirkte der ehemalige Oberligaspieler Friedel Tiekötter als Trainer beim TuS 04 Sudbrack.

#### SCB 04/26
Nach der Fusion zum SC Bielefeld 04/26 spielte die Mannschaft von 1973 bis 1980, von 1986 bis 1988 sowie von 1991 bis 1993 noch einmal in der Bezirksliga. Höhepunkte waren die vierten Plätze in den Jahren 1974 und 1976. Im Jahre 2004 musste die Mannschaft erstmals in die Kreisliga B absteigen, wo drei Jahre später erst am letzten Spieltag durch einen 1:0-Sieg über die zweite Mannschaft des VfB Fichte Bielefeld der Abstieg in die Kreisliga C verhindert werden konnte. Dem Wiederaufstieg in der folgenden Saison 2007/08 folgte zwar der direkte Abstieg. Jedoch konnte der SCB im Jahre 2010 direkt wieder in die Kreisliga A aufsteigen. Erst im Jahre 2014 gelang dann die Rückkehr in die Bezirksliga, wo die Mannschaft in der folgenden Saison 2014/15 nur aufgrund der schlechteren Tordifferenz gegenüber dem VfB Schloß Holte den Durchmarsch in die Landesliga verpasste. In der Aufstiegsrunde der Vizemeister scheiterte SCB dann in der ersten Runde mit 1:2 am VfL Holsen. In den folgenden Jahren rutschte die Mannschaft mehr und mehr ab und musste 2024 als Tabellenletzter in die Kreisliga A absteigen.

#### Stadion

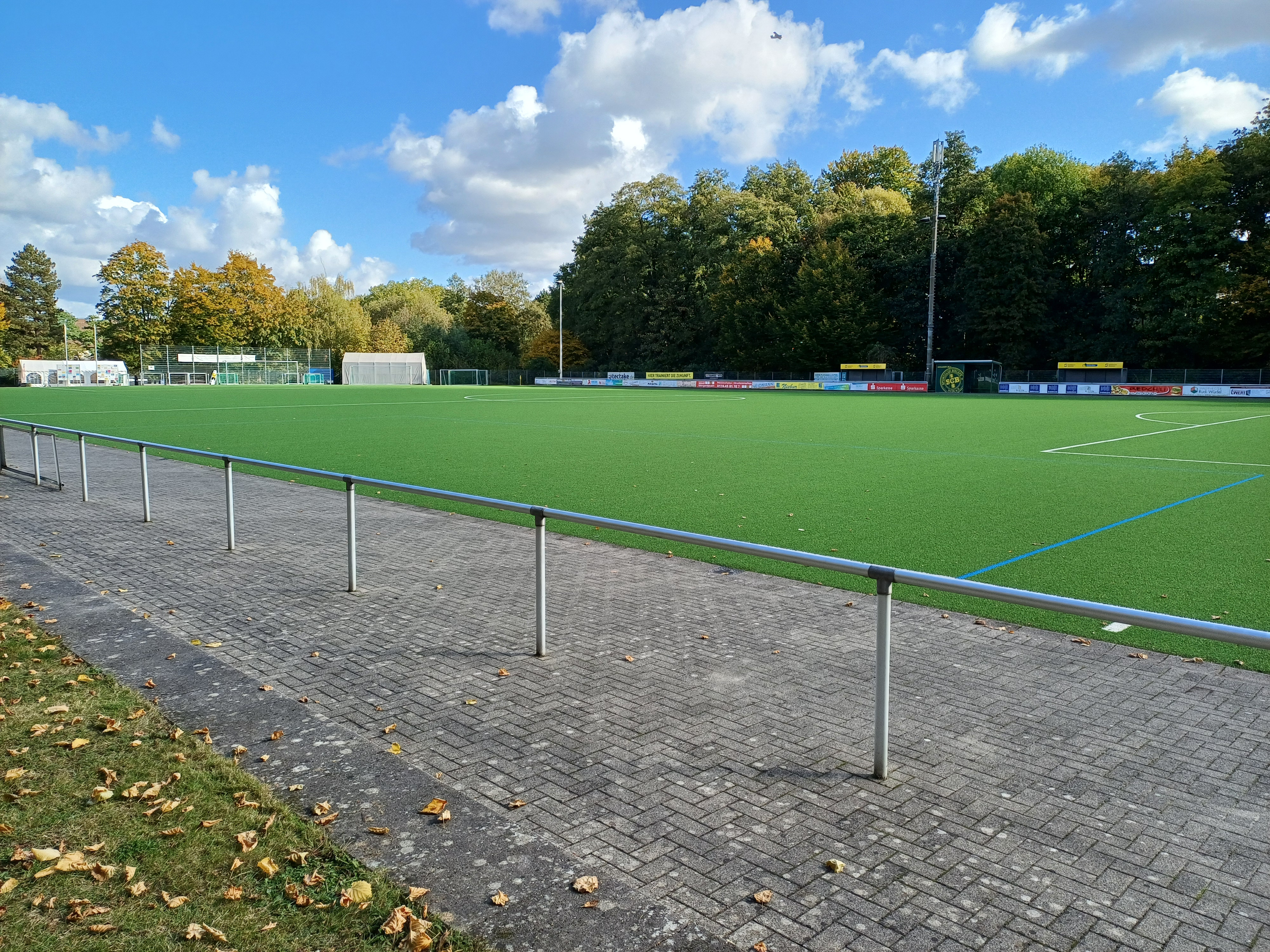
Sportanlage Sudbrack

Heimspielstätte ist die Sportanlage Sudbrack am Meierteich, im Volksmund auch bekannt als Sportplatz Feuerholz. Die Anlage bietet Platz für 2500 Zuschauer und es wird auf Kunstrasen gespielt. Bereits die Fußballer von Frisch Auf Sudbrack bzw. Schwarz-Gelb Sudbrack nutzten den Sportplatz.

#### Persönlichkeiten
- Ulrich Büscher, wurde Bundesligaspieler bei Arminia Bielefeld

#### Erfolge
- Meister der 1. Kreisklasse / Kreisliga A Bielefeld: 1973, 1986, 1991, 2014
- Ü-50-Westfalenmeister: 2013[23]

#### Saisonbilanzen
Grün unterlegte Platzierungen kennzeichnen einen Aufstieg während rot unterlegte Platzierungen auf Abstiege hinweisen.
| Saisonbilanzen 1972 bis 1999 | Saisonbilanzen 1972 bis 1999 | Saisonbilanzen 1972 bis 1999 | Saisonbilanzen 1972 bis 1999 | Saisonbilanzen 1972 bis 1999 | Saisonbilanzen 1972 bis 1999 |
| Saison                       | Liga                         | Level                        | Platz                        | Tore                         | Punkte                       |
| ---------------------------- | ---------------------------- | ---------------------------- | ---------------------------- | ---------------------------- | ---------------------------- |
| 1972/73                      | 1. Kreisklasse               | VI                           | 01.                          | :                            | 51:09                        |
| 1973/74                      | Bezirksklasse, Gr. 2         | V                            | 04.                          | 48:33                        | 34:22                        |
| 1974/75                      | Bezirksklasse, Gr. 2         | V                            | 08.                          | 48:45                        | 29:27                        |
| 1975/76                      | Bezirksklasse, Gr. 2         | V                            | 04.                          | 44:43                        | 32:28                        |
| 1976/77                      | Bezirksklasse, Gr. 2         | V                            | 11.                          | 39:42                        | 29:31                        |
| 1977/78                      | Bezirksliga, Gr. 2           | V                            | 13.                          | 27:43                        | 22:38                        |
| 1978/79                      | Bezirksliga, Gr. 2           | VI                           | 08.                          | 38:43                        | 28:32                        |
| 1979/80                      | Bezirksliga, Gr. 2           | VI                           | 15.                          | 40:66                        | 20:40                        |
| 1980/81                      | Kreisliga A, Gr. 1           | VII                          | 06.                          | :                            | 35:25                        |
| 1981/82                      | Kreisliga A, Gr. 1           | VII                          | 02.                          | :                            | 42:18                        |
| 1982/83                      | Kreisliga A, Gr. 1           | VII                          | 03.                          | :                            | 44:16                        |
| 1983/84                      | Kreisliga A, Gr. 1           | VII                          | 02.                          | :                            | 45:15                        |
| 1984/85                      | Kreisliga A, Gr. 1           | VII                          | 02.                          | :                            | 38:22                        |
| 1985/86                      | Kreisliga A, Gr. 1           | VII                          | 01.                          | :                            | 44:16                        |
| 1986/87                      | Bezirksliga, Gr. 2           | VI                           | 13.                          | 53:73                        | 27:33                        |
| 1987/88                      | Bezirksliga, Gr. 2           | VI                           | 16.                          | 41:64                        | 21:43                        |
| 1988/89                      | Kreisliga A, Gr. 1           | VII                          | 05.                          | :                            | 36:24                        |
| 1989/90                      | Kreisliga A, Gr. 1           | VII                          | 03.                          | :                            | 34:26                        |
| 1990/91                      | Kreisliga A, Gr. 1           | VII                          | 01.                          | :                            | 44:16                        |
| 1991/92                      | Bezirksliga, Gr. 2           | VI                           | 08.                          | 40:39                        | 29:31                        |
| 1992/93                      | Bezirksliga, Gr. 2           | VI                           | 15.                          | 25:79                        | 15:45                        |
| 1993/94                      | Kreisliga A, Gr. 1           | VII                          | 09.                          | :                            | 29:31                        |
| 1994/95                      | Kreisliga A, Gr. 1           | VIII                         | 04.                          | :                            | 41:19                        |
| 1995/96                      | Kreisliga A, Gr. 2           | VIII                         | 04.                          | :                            | 50                           |
| 1996/97                      | Kreisliga A, Gr. 2           | VIII                         | 04.                          | :                            | 58                           |
| 1997/98                      | Kreisliga A, Gr. 2           | VIII                         | 09.                          | :                            | 39                           |
| 1998/99                      | Kreisliga A, Gr. 2           | VIII                         | 06.                          | :                            | 47                           |

| Saisonbilanzen seit 1999 | Saisonbilanzen seit 1999 | Saisonbilanzen seit 1999 | Saisonbilanzen seit 1999 | Saisonbilanzen seit 1999 | Saisonbilanzen seit 1999 |
| Saison                   | Liga                     | Level                    | Platz                    | Tore                     | Punkte                   |
| ------------------------ | ------------------------ | ------------------------ | ------------------------ | ------------------------ | ------------------------ |
| 1999/00                  | Kreisliga A, Gr. 2       | VIII                     | 04.                      | :                        | 57                       |
| 2000/01                  | Kreisliga A, Gr. 2       | VIII                     | 07.                      | :                        | 41                       |
| 2001/02                  | Kreisliga A              | VIII                     | 11.                      | :                        | 41                       |
| 2002/03                  | Kreisliga A              | VIII                     | 06.                      | :                        | 50                       |
| 2003/04                  | Kreisliga A              | VIII                     | 16.                      | 036:72                   | 19                       |
| 2004/05                  | Kreisliga B, Gr. 1       | IX                       | 03.                      | 075:50                   | 58                       |
| 2005/06                  | Kreisliga B, Gr. 1       | IX                       | 10.                      | 059:76                   | 38                       |
| 2006/07                  | Kreisliga B, Gr. 1       | IX                       | 13.                      | 055:90                   | 26                       |
| 2007/08                  | Kreisliga B, Gr. 1       | IX                       | 01.                      | 073:31                   | 67                       |
| 2008/09                  | Kreisliga A              | IX                       | 14.                      | 059:79                   | 28                       |
| 2009/10                  | Kreisliga B, Gr. 1       | X                        | 01.                      | 108:28                   | 74                       |
| 2010/11                  | Kreisliga A              | IX                       | 04.                      | 067:52                   | 48                       |
| 2011/12                  | Kreisliga A              | IX                       | 12.                      | 070:70                   | 36                       |
| 2012/13                  | Kreisliga A              | IX                       | 03.                      | 112:36                   | 72                       |
| 2013/14                  | Kreisliga A              | IX                       | 01.                      | 108:37                   | 80                       |
| 2014/15                  | Bezirksliga, Gr. 2       | VIII                     | 02.                      | 074:46                   | 58                       |
| 2015/16                  | Bezirksliga, Gr. 2       | VIII                     | 13.                      | 051:66                   | 37                       |
| 2016/17                  | Bezirksliga, Gr. 2       | VIII                     | 10.                      | 046:45                   | 47                       |
| 2017/18                  | Bezirksliga, Gr. 2       | VIII                     | 06.                      | 076:47                   | 54                       |
| 2018/19                  | Bezirksliga, Gr. 2       | VIII                     | 08.                      | 054:63                   | 38                       |
| 2019/20                  | Bezirksliga, Gr. 2       | VIII                     | 10.                      | 031:39                   | 26                       |
| 2020/21                  | Bezirksliga, Gr. 2       | VIII                     | Saison annulliert        | Saison annulliert        | Saison annulliert        |
| 2021/22                  | Bezirksliga, Gr. 2       | VIII                     | 06.                      | 085:74                   |                          |
| 2022/23                  | Bezirksliga, Gr. 2       | VIII                     | 12.                      | 076:82                   | 38                       |
| 2023/24                  | Bezirksliga, Gr. 2       | VIII                     | 15.                      | 052:92                   | 20                       |
| 2024/25                  | Kreisliga A              | IX                       | 04.                      | 064:58                   | 55                       |